# Felice Contu
Felice Contu (ur. 10 września 1927 w Mogoro, zm. 10 lipca 2023) – włoski polityk, samorządowiec i prawnik, przewodniczący rady regionalnej Sardynii (1969–1977), parlamentarzysta krajowy, wiceminister, poseł do Parlamentu Europejskiego III kadencji.

## Życiorys
Ukończył studia prawnicze, następnie praktykował w zawodzie notariusza w Cagliari. Zaangażował się w działalność polityczną w ramach Chrześcijańskiej Demokracji, należał do jej władz krajowych. Był radnym i burmistrzem swojej rodzinnej miejscowości Mogoro, a w 1956 po raz pierwszy wybrano go do rady prowincji Cagliari (został też asesorem w jej władzach). Od 1961 do 1979 zasiadał w radzie regionalnej Sardynii. Od czerwca 1969 do 1979 pełnił funkcję jej przewodniczącego, był także asesorem ds. władz lokalnych (1967–1969) i rolnictwa (1977–1979).
W latach 1979–1990 sprawował mandat posła do Izby Deputowanych VIII, IX i X kadencji. Pełnił funkcję sekretarza stanu w ministerstwie skarbu (w rządzie Giovanniego Gorii, 1987–1988) i w ministerstwie zdrowia (w rządzie Ciriaco De Mity, 1988–1989). W 1989 wybrano go deputowanym do Parlamentu Europejskiego, przystąpił do Europejskiej Partii Ludowej. Został m.in. wiceprzewodniczącym Delegacji ds. stosunków z państwami Azji Południowej i SAARC (1989–1994), należał też m.in. do Komisji ds. Transportu i Turystyki oraz Komisji ds. Polityki Regionalnej, Planowania Regionalnego i Stosunków z Władzami Regionalnymi i Lokalnymi. W 1996 bez powodzenia kandydował do krajowego parlamentu z listy Włoskiej Partii Ludowej. W latach 1999–2004 i 2009–2014 ponownie zasiadał w radzie regionalnej Sardynii (jako przedstawiciel Centrum Chrześcijańsko-Demokratycznego i Unii Centrum). Ponownie został asesorem we władzach regionu. W 2014 powołano go na sardyńskiego ombudsmana.
Był członkiem Zakonu Maltańskiego.